# Кампо Помар, Рафаэль
Рафаэль Кампо Помар (исп. Rafael Campo Pomar, 24 октября 1813 — 1 марта 1890) — президент Сальвадора с 12 февраля 1856 — по 1 февраля 1858.

## Биография
Родился в Сонсонате. Его родители — Педро Кампо Арпа и Хуана Мария Помар. Его отец родился в Торильо-дель-Кампо (Теруэль), в Испании, 26 июня 1772 года.
30 января 1856 года Консервативная партия избрала его президентом несмотря на его нежелание занимать этот пост. Он решил передать власть своему вице-президенту, Франсиско Дуэньясу, 12 мая того же года, но 19 июля возобновил свой президентский срок. За время своего президентства приложил большие усилия для восстановления разрушенного землетрясением Сан-Сальвадора. Также при нём Сальвадор вступил в коалицию по свержению флибустьера Уокера.
Так как армией Сальвадора в войне против Уокера командовал Херардо Барриос из либеральной партии, то по окончании войны Рафаэль Кампо в 1857 году отстранил его от командования, что вызвало политический кризис в стране.